# 새사도교회
새사도교회( NAC )는 독일 함부르크에서 1863년 스코틀랜드 장로교회와 영국 국교회의 쇄신운동으로 발생했던 가톨릭 사도 교회에서 분리 되어 전천년설과 환난전휴거설을 따르는 개신교 교단이다.
교회는 1863년부터 독일에서, 1897년부터 네덜란드에서 존재했다. 그것은 1863년 함부르크의 분열에서 비롯되었는데, 그 자체가 1830년대에 성공회 교회와 스코틀랜드 교회의 쇄신 운동으로 시작된 가톨릭 사도 교회에서 분리 되었다.
전천년설과 그리스도의 재림 교리는 새 사도교회 교리의 최전선에 있다. 그 교리의 대부분은 주류 기독교, 특히 전례적으로는 개신교와 유사하지만, 그 위계와 조직은 로마 가톨릭 교회와 비교할 수 있다. 새 사도 교회는 개신교도 가톨릭도 아님을 표명하나 종교학적으로 개신교 혹은 회복된 기독교로 분류되는 에드워드 어빙의 영향을 받은 중앙 집권 교회이다.
교회는 스스로를 초대 교회의 재 확립 된 연속이라고 생각하며 그 지도자는 12 사도의 후계자라고 생각한다.

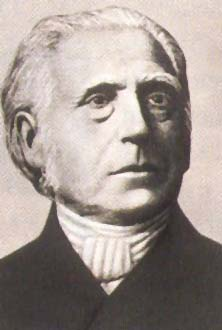
사도 슈워츠

## 같이 보기
- 독일의 종교